# 항셍은행

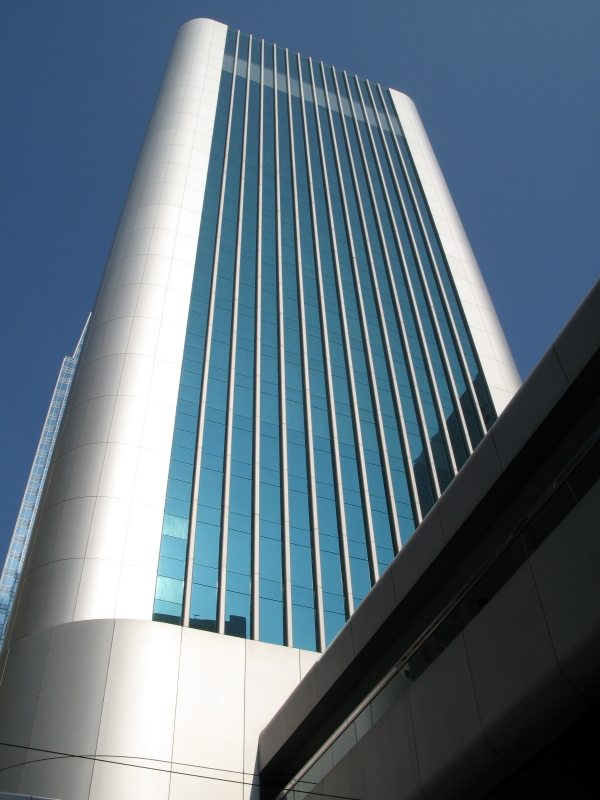

항셍은행 유한공사(중국어: 恒生銀行有限公司, 영어: Hang Seng Bank, Limited)는 홍콩의 은행 금융 서비스 회사이다. 본사는 홍콩 중완에 위치해 있다. 시가총액으로는 홍콩에서 가장 큰 공공회사 중 하나이며, HSBC 그룹의 주식지분이 제일 크기 때문에 HSBC 그룹에 속해 있다.
항셍은행은 상업은행으로 분류되며, 주요 활동분야로는 소액거래, 자산관리, 시중은행 업무, 자금 서비스, 개인 뱅킹 등이 있다. 또 홍콩 내 지점 260곳의 운영망을 두고 있다. 항셍은행의 자회사로 중국 본토에서 활동하는 항셍은행 중국유한공사가 있으며, 46개 지점을 두고 있다.
한편 1969년부터 공공주가지수인 항셍 지수를 구성해 서비스하기 시작했으며 오늘날 홍콩 증권거래소의 종합시세를 보여주는 제1지표로 널리 알려져 있다.